# Asteromata
Asteromata (грец. Αστερομάτα, укр. Зоряноока) — пісня грецької співачки Клавдії, написана нею разом із Arcade, що також спродюсував пісню. Вона випущена 10 січня 2025 року як частина лайнапу для Ethnikós Telikós 2025, національного відбору Греції на Пісенний конкурс Євробачення 2025. Співачка виграла відбір і, таким чином, представлятиме Грецію на пісенному конкурсі Євробачення 2025.

## Про пісню
Текст пісні частково стосується теми геноциду понтійських греків і подальшої вимушеної міграції понтійців, теми, яку частково розглянула на пісенному конкурсі Євробачення 2016 грецька група Argo з піснею «Utopian Land».
В інтерв’ю Клавдія пояснила, що пісня має на меті вшанувати тих, хто був змушений покинути свою батьківщину, передаючи повідомлення надії та стійкості.

## Пісенний конкурс Євробачення

### Ethnikós Telikós 2025
Ethnikós Telikós 2025 організувала Грецька корпорація телерадіомовлення (ERT), щоб обрати заявку Греції на пісенний конкурс Євробачення 2025.
10 січня 2025 року під час шоу на ERT1 Proian se eidon оголошено, що Клавдія разом з 11 іншими учасниками братиме участь у Ethnikós Telikós 2025 з піснею «Asteromata». 30 січня 2025 року ця пісня виграла відбір, посівши перше місце в голосуванні національного журі та телеголосування, і здобула право представляти Грецію на пісенному конкурсі Євробачення 2025.

### На Євробаченні
Пісенний конкурс Євробачення 2025 відбудеться на Санкт-Якобсгалле в місті Базель, Швейцарія, і складатиметься з двох півфіналів, які пройдуть 13 і 15 травня відповідно, і фіналу 17 травня 2024 року. Під час жеребкування 28 січня 2025 року Греція потрапила до першої половини другого півфіналу конкурсу.